# Метафраза
Метафр́аза (грец. metaphrasis) — точний переказ змісту художнього твору або підрядковий прозовий переклад вірша іншою мовою.